# Andreas Willim
Andreas Willim es un deportista alemán que compitió en vela en la clase Flying Dutchman. Ganó una medalla de bronce en el Campeonato Europeo de Flying Dutchman de 1990.

## Palmarés internacional
| \| Campeonato Europeo \| Campeonato Europeo \| Campeonato Europeo \| Campeonato Europeo \| \| Año \| Lugar \| Medalla \| Clase \| \| ------------------ \| ------------------ \| ------------------ \| ------------------ \| \| 1990 \| Laredo (España) \| Medalla de bronce \| Flying Dutchman \| |                 |                   |                 |
| Campeonato Europeo |                 |                   |                 |
| Año | Lugar           | Medalla           | Clase           |
| 1990 | Laredo (España) | Medalla de bronce | Flying Dutchman |